# Лястовичи опашки
Лястовичите опашки (Papilionidae) са семейство дневни пеперуди. Те са широко разпространени и включват над 600 вида, класифицирани в 26 рода.

## Описание
Пеперудите от това семейство са сравнително едри с изключително разнообразие на окраската по крилете, особено на тези, обитаващи тропиците. Размахът на крилете варира от 50 до 130 mm, но при вида Ornithoptera alexandrae достига до 28 cm. В Австралия се срещат най-едрите видове от семейството. Те имат способност да планират по време на полет. Окраската на крилете обикновено се изразява в наличието на комбинирани черни или червени петна на бял или жълт фон.
Главата е закръглена със сравнително къси антенки. Всичките крачета са напълно развити и функционални. Предните криле са триъгълни и широки. Задните са овални и закръглени или с назъбен или вълнист край.
Гъсениците на пеперудите имат специален метод на защита против хищници. Той се изразява в специални образувания, намиращи се на главата. Те се наричат осметериум и при опасност отделят неприятна миризма, прогонваща други животни, набелязали ларвата за своя плячка.

## Разпространение
Пеперудите от това семейство са широко разпространени. Характерно за тях е, че обитават и сравнително студени райони, като например Якутия (Parnassius arcticus) или на височина до 6000 m в Непал (Parnassius hanningtoni).

## Класификация
Описани са 605 вида в 26 рода, както следва:
Семейство Лястовичи опашки
- Подсемейство Baroniinae
  - Род Baronia
- Подсемейство Parnassiinae
  - Род Allancastria
  - Род Archon
  - Род Bhutanitis – Лястовичи опашки бутанитис
  - Род Hypermnestra
  - Род Luehdorfia
  - Род Parnassius
  - Род Sericinus
- Подсемейство Papilioninae
  - Род Atrophaneura
  - Род Battus
  - Род Chilasa
  - Род Cressida
  - Род Euryades
  - Род Eurytides
  - Род Graphium – Графиуми
  - Род Iphiclides
  - Род Lamproptera
  - Род Losaria
  - Род Meandrusa
  - Род Mimoides
  - Род Ornithoptera – Птицекрили пеперуди
  - Род Pachliopta
  - Род Papilio
  - Род Parides
  - Род Pharmacophagus
  - Род Protesilaus
  - Род Protographium
  - Род Teinopalpus – Лястовичи опашки тейнопалпус
  - Род Trogonoptera – Птицекрили пеперуди трогоноптери
  - Род Troides – Птицекрили пеперуди троидеси